# The Complete Limelight Sessions
The Complete Limelight Sessions släpptes i Europa i juli år 2000 och den 23 oktober 2001 i Nordamerika, och är ett samlingsalbum av Shania Twain. Låtarna spelades in av henne innan hon 1993 skrev på ett skivkontrakt med Mercury Records.

## Låtlista
1. "It's Alright" - 3:24
2. "Love" - 2:40
3. "All Fired Up, No Place to Go" - 3:19
4. "The Heart Is Blind" - 3:42
5. "For the Love" - 2:48
6. "Wild and Wicked" - 3:33
7. "I Ain't Gonna Eat Out My Heart Anymore" - 3:20
8. "Send It With Love" - 3:55
9. "Half Breed" - 2:52
10. "Hate To Love" - 4:01
11. "Bite My Lip" - 2:45
12. "Two Hearts One Love" - 3:44
13. "Rhythm Made Me Do It" - 3:51
14. "Luv Eyes" - 3:34
15. "Lost My Heart" - 4:26
16. "Don't Give Me That" - 3:47
17. "It's Alright [Edited Club Mix]" - 3:40
18. "The Heart is Blind [Single Version]" - 4:14

## Listplaceringar
| Lista                                 | Topplacering |
| ------------------------------------- | ------------ |
| U.S. Billboard Top Country Albums     | 43           |
| U.S. Billboard Top Independent Albums | 23           |